# Major Sales
Major Sales is een gemeente in de Braziliaanse deelstaat Rio Grande do Norte. De gemeente telt 3.631 inwoners (schatting 2009).